# روبرت جاي بومان
روبرت جاي بومان هو قاضي ومحامي كندي، ولد في 1950 في تورونتو في كندا.